# لورين إلين
لورين إلين (بالإنجليزية: Lauren Elaine)‏ (ولدت في 7 نوفمبر 1983) مصممة وعارضة أزياء ممثلة أمريكية. بصفتها مصممة أزياء، ظهرت كضيفة في برنامج "أمريكا نيكست توب موديل". أما كممثلة، فقد ظهرت في مسلسل "ذا رينجر" (بدور "براندي") من إنتاج فوكس سيرشلايت، وفي مسلسل "سين سيتي" من إنتاج ميراماكس. كما ظهرت في فيديوهات ديركس بنتلي الغنائية بدور "بيكي" في "ماذا كنت أفكر؟"، "كيف حالي؟"، "الكثير من الأمور المتبقية؟"، و"هل أنا الوحيد؟" بنفس الشخصية.

## نشأتها
وُلدت إيلين في سان دييغو، واكتُشفت في مركز تسوق محلي في سن الثانية عشرة. وسرعان ما تعاقدت مع وكالة عارضات الأزياء الكاليفورنية "إل إيه موديلز"، وبدأت العمل كعارضة أزياء لعملاء مثل شانيل، ومجلات تين وسفنتين، ونوردستروم. تخرجت من مدرسة بواي الثانوية عام 2002 متفوقةً على دفعتها، رافضةً فرصًا للعمل كعارضة أزياء في الخارج من أجل الالتحاق بجامعة تكساس في أوستن، التي تخرجت منها في أوائل عام 2005. وهي عضوة في جمعية كابا دلتا النسائية.